# 石川芳雲
石川 芳雲（いしかわ ほううん、1930年 -2020年8月13日）は、日本の書家である。日本書道学院学院長。蛟龍会主宰。山梨県出身。
松本芳翠ならびに中平南谿に師事。第5回東方書道院展特別賞、神奈川県美術展美術賞、第25回書海社展芳翠大賞、日展入選7回、その他受賞多数。何紹基に心頭し、「くずし」の妙による甘美な線が彼の書法のベースとなっている。東北大学工学部卒業。

## 現在の主な役職
- 日本書道学院学院長
- 東方書道院同人、書海社評議員
- 西安碑林国際臨書展常任理事
- 西安碑林博物館名誉教授
- 神奈川書家30人メンバー
- 書道研究蛟龍会主宰
- 日本ペン習字研究会 名誉会長